# Asotin (Washington)
Asotin je grad u američkoj saveznoj državi Washington. Prema popisu stanovništva iz 2010. u njemu je živjelo 1.251 stanovnika.